# مارك جي. فلانغن
مارك جي. فلانغن (بالإنجليزية: Mark G. Flanagan)‏ هو سياسي أمريكي، ولد في 14 فبراير 1963. حزبياً، نشط في الحزب الجمهوري. وقد انتخب عضو مجلس نواب فلوريدا.